# Fortunato Bellonzi
Fortunato Bellonzi (Pisa, 24 giugno 1907 – Roma, 9 febbraio 1993) è stato uno scrittore, critico d'arte e saggista italiano.

## Biografia
Nasce a Pisa nel 1907. Si trasferisce a Roma dove diventa scrittore, critico d'arte e saggista. Animatore della vita artistica italiana e della capitale, è legato ad un nutrito gruppo di romani, tra i quali Mons. Ennio Francia. Diventa segretario generale della Quadriennale di Roma per più di tre decenni, dal 1950 al 1983.  Nel 1986 vive una grave situazione economica e, dopo aver richiesto l'intervento della legge Bacchelli, gli viene assegnato un vitalizio mensile. Muore a Roma nel 1993. 

## Pubblicazioni
- Ferdinando Bologna (a cura di), Teofilo Patini: 1840-1906, L'Aquila-Castel di Sangro, Comitato per le celebrazioni patiniane, 1990, SBN AQ10062187. Collaborazione di: Siro Pietro Gargano, Bruno Di Masci, Ferdinando Bologna, Fortunato Bellonzi, Enzo Carli, Nicola Ciarletta, Cosimo Savastano, Rosanna Cioffi, Maria Gatta e Stefano Gallo.
- Venanzo Crocetti. Disegni ed incisioni (1997 - Postumo)
- Scritti d'arte e di letteratura (1992)
- Scultura figurativa italiana del XX secolo (1989)
- Testo critico redatto per Thayaht ma mai pubblicato (1982)
- Monet al Jeu de Paume (1981)
- Romanelli (Monografie d'arte contemporanea) (1975)
- Martini (1975)
- (coautore con Ennio Francia, Roma, Città del Vaticano, dintorni di Roma; guida artistica (1950)
- Le illusioni tramontano, Edizioni Astrea Roma, 1946 (ristampa rivista e corretta, con altro titolo, di Cammini, Pisa 1939)
- Saggio sulla poesia di Marinetti, Armando Argalia Editore in Urbino, 1942
- Cammini, Arti Grafiche Tornar di Pisa, 1939

| Controllo di autorità | VIAF (EN) 2485949 · ISNI (EN) 0000 0001 1736 9662 · SBN CFIV000401 · BAV 495/136718 · LCCN (EN) n79046594 · GND (DE) 120917858 · BNE (ES) XX831256 (data) · BNF (FR) cb12032103v (data) · J9U (EN, HE) 987007278313305171 |